# Museu Dom Diogo de Souza (Bagé)
O Museu Dom Diogo de Souza é um museu sediado no município brasileiro de Bagé, estado do Rio Grande do Sul. Foi fundado em 20 de setembro de 1956 pelo historiador Tarcísio Taborda, e funciona desde 22 de março de 1975 no prédio da Sociedade Portuguesa de Beneficência de Bagé, na Rua Emílio Guilain, 759.
Pertencente à Universidade da Região da Campanha, possui um acervo com mais de duas mil obras que retratam a história do Brasil, do Estado, de Bagé, da campanha e da fronteira-oeste, como vestuário, objetos pessoais, artigos de casa e móveis. É possível encontrar objetos do cotidiano dos indígenas que habitavam a região, fardamentos e armas dos grupamentos espanhóis e portugueses do século XVIII, documentos, cartas, fotografias e objetos das Revoluções Farroupilha (1835 – 1845) e Federalista (1893) e da Revolução Libertadora (1923). Conta ainda com duas hemerotecas (coleção de jornais) e duas fototecas (com quinze mil fotos históricas).

## História
Em 2 de maio de 1955, foi inaugurada a Exposição Histórica e Cultural de Bagé, na sede do Centro Social Católico, na Avenida General Osório, esquina com a Rua Profª Melanie Granier, para assinalar o bicentenário de nascimento de Dom Diogo de Souza, fundador de Bagé. A iniciativa foi do historiador Tarcísio Antônio Costa Taborda, que reuniu farto material cedido por diversas pessoas da comunidade.
No encerramento da exposição, o Secretário de Educação e Cultura do Estado, Liberato Salzano Vieira da Cunha, anunciou a fundação do museu de Bagé e solicitava que o material exposto fosse doado para a formação do novo museu. Como vereador, Tarcísio apresentou um projeto no Legislativo, sugerindo que o município criasse o museu. Diante da impossibilidade manifestada pelo Executivo, Tarcísio formou uma comissão, composta por: Félix Contreiras Rodrigues, Eurico Sallis e Túlio Lopes, para assumir o encargo. E, assim, o material doado foi recolhido a uma sala do asilo Vila Vicentina, graças a compreensão do seu diretor, Áttila Taborda.
Em 20 de setembro de 1956, o Museu Dom Diogo de Souza foi ali inaugurado, permanecendo naquele local até 22 de março de 1975, quando se transferiu para a atual sede da Sociedade Portuguesa de Beneficência, fruto do empenho de Tarcísio junto ao então prefeito de Bagé Antônio Pires. Posteriormente, foi celebrado convênio com a Fundação Áttila Taborda, que assumiu a manutenção do Museu.

## Exemplos de itens do acervo

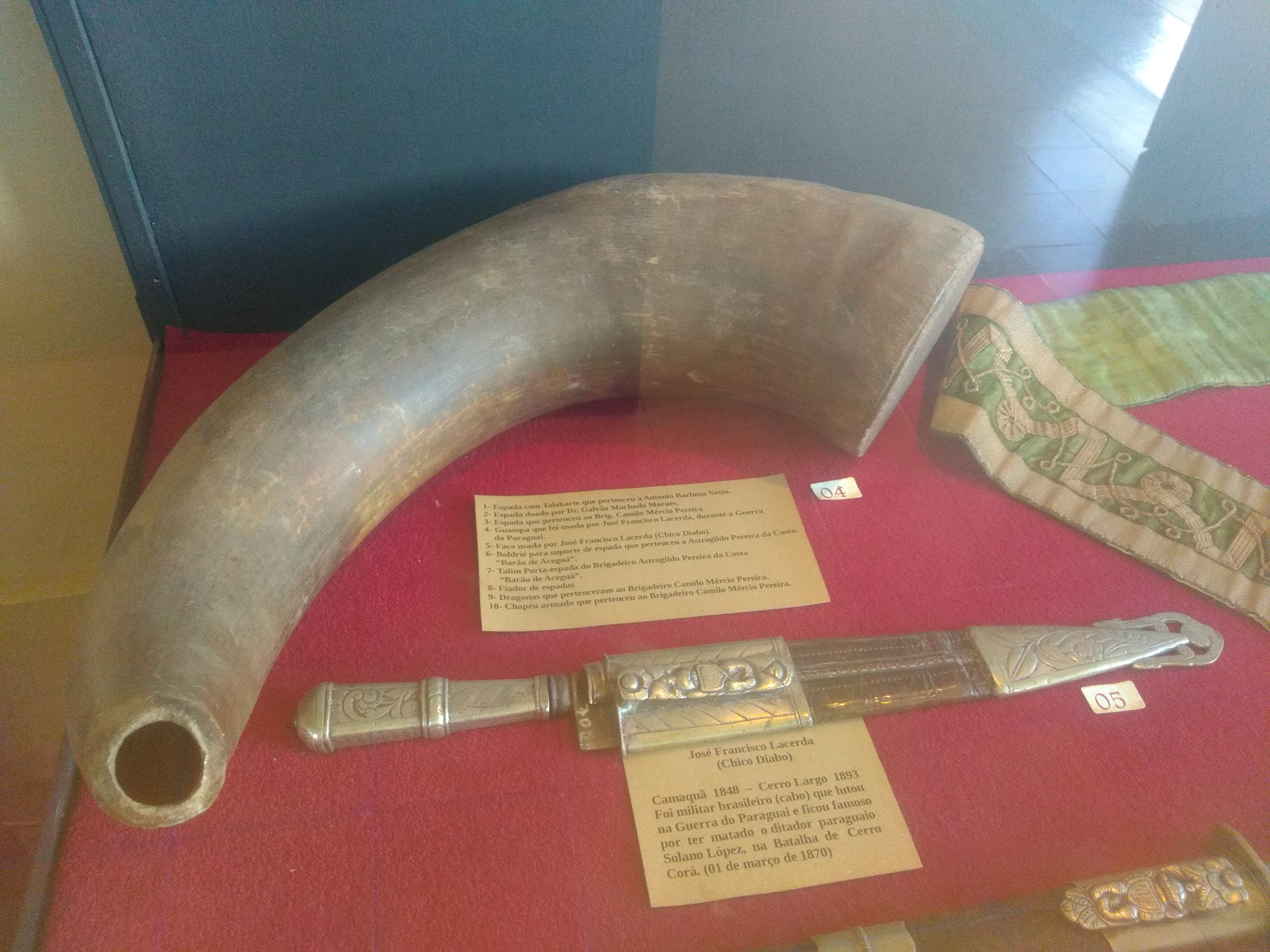
Guampa e faca usadas por Chico Diabo, o homem que matou Solano López
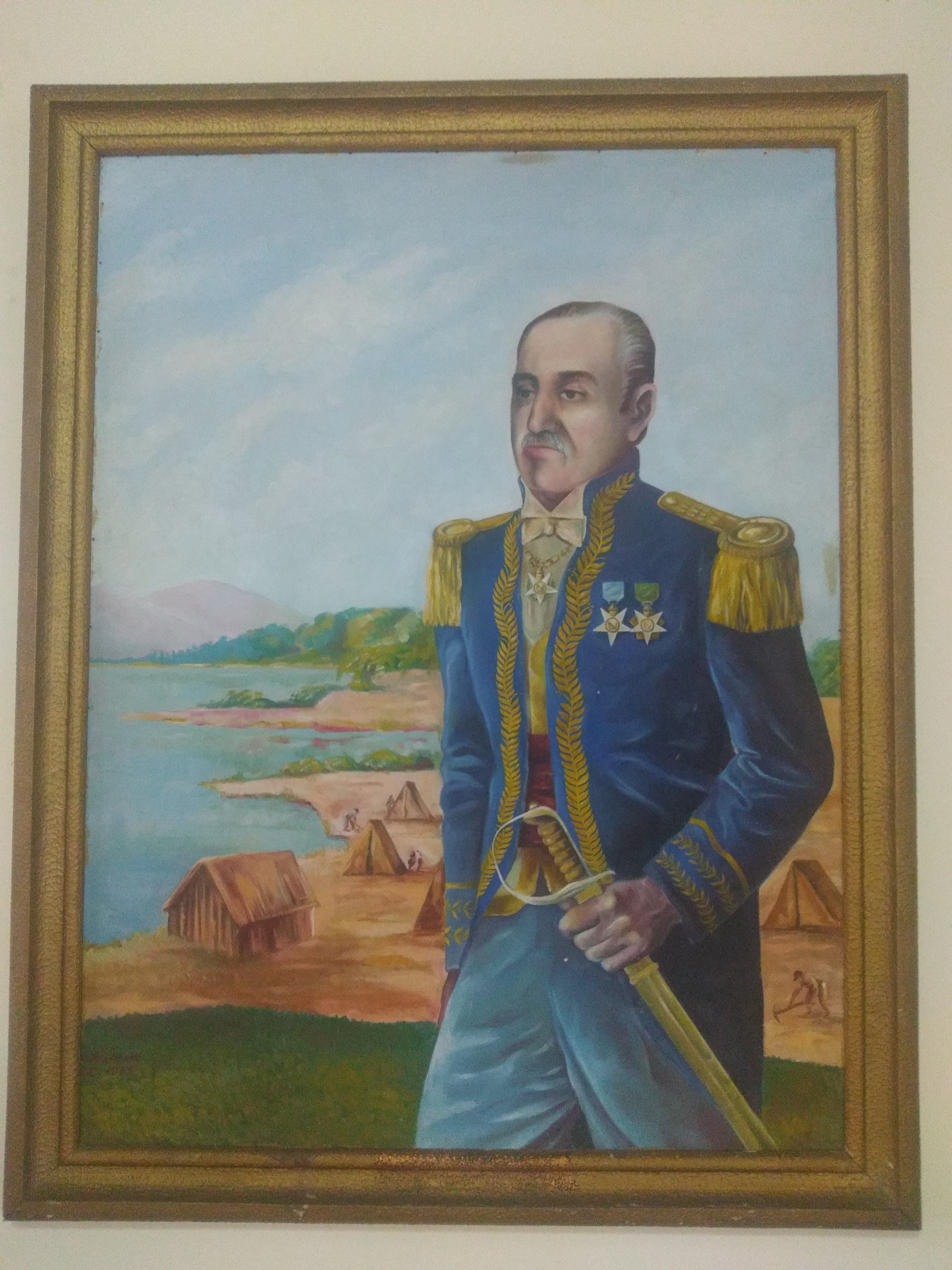
Quadro de D. Diogo de Souza, por Írio Malafaia em 1955
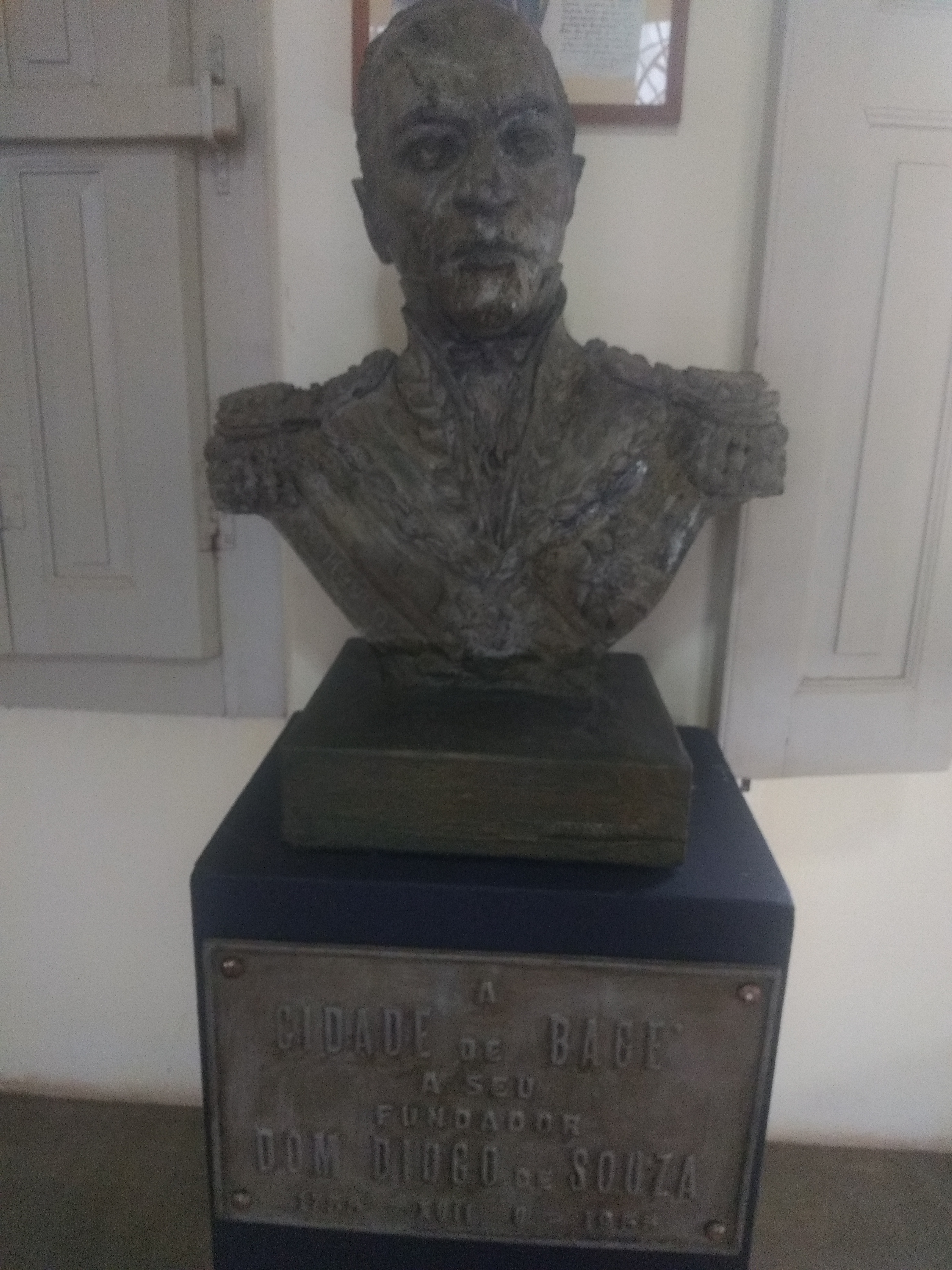
Busto de D. Diogo
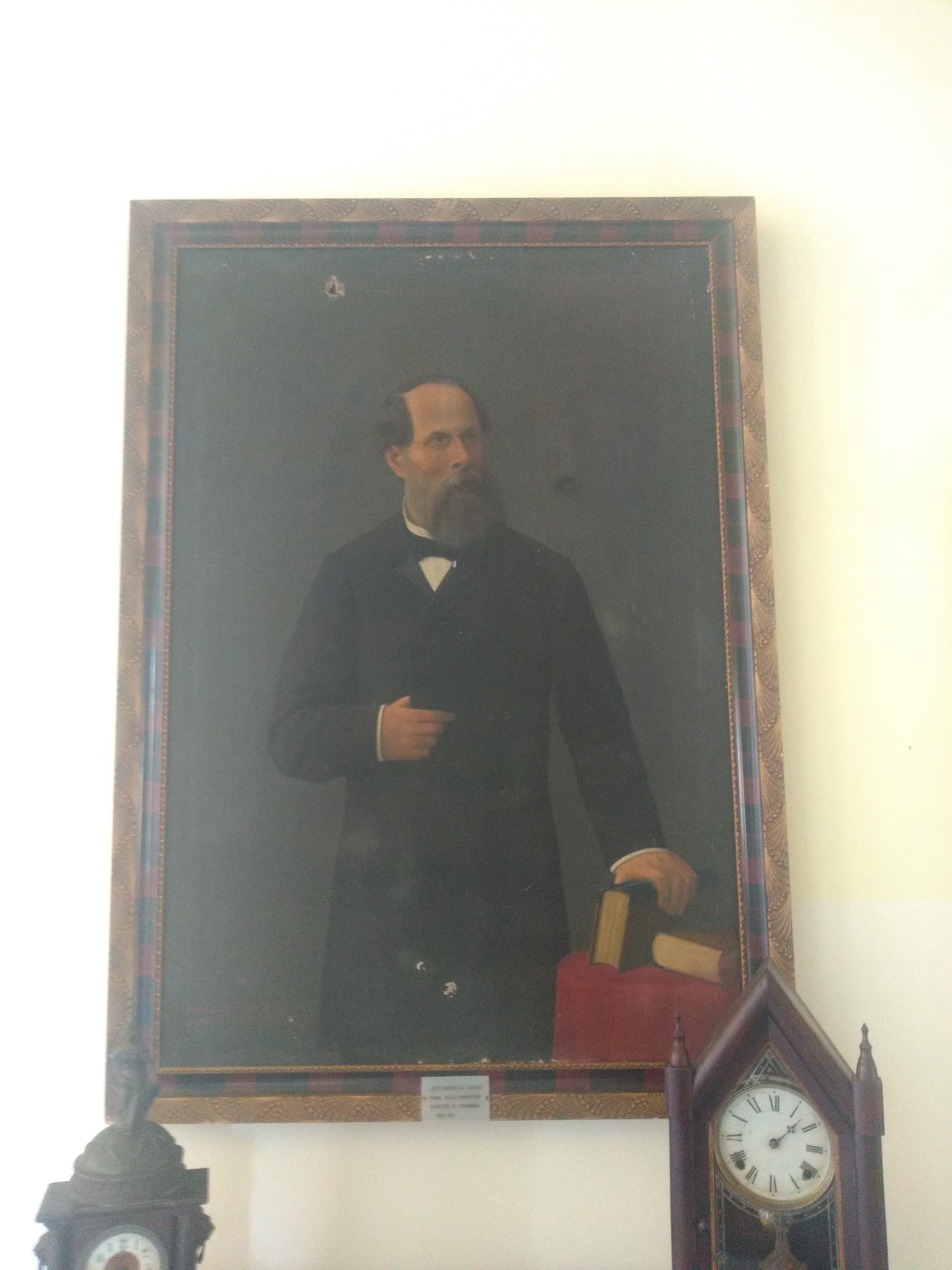
Quadro e objetos de José Francisco de Azevedo Penna, mais conhecido como Dr. Penna